# Batalla de Tournay
La batalla de Tournay o Tournai se libró el 22 de mayo de 1794 como parte de la Campaña de Flandes en la provincia belga de Henao en el río Schelde (a unos 80 km al suroeste de Bruselas) entre las fuerzas francesas al mando del general Pichegru y las fuerzas de la coalición (austríaca, británica, y las tropas de Hanover) bajo príncipe Josias de Coburgo, en la cual las fuerzas de la coalición resultaron victoriosas. 

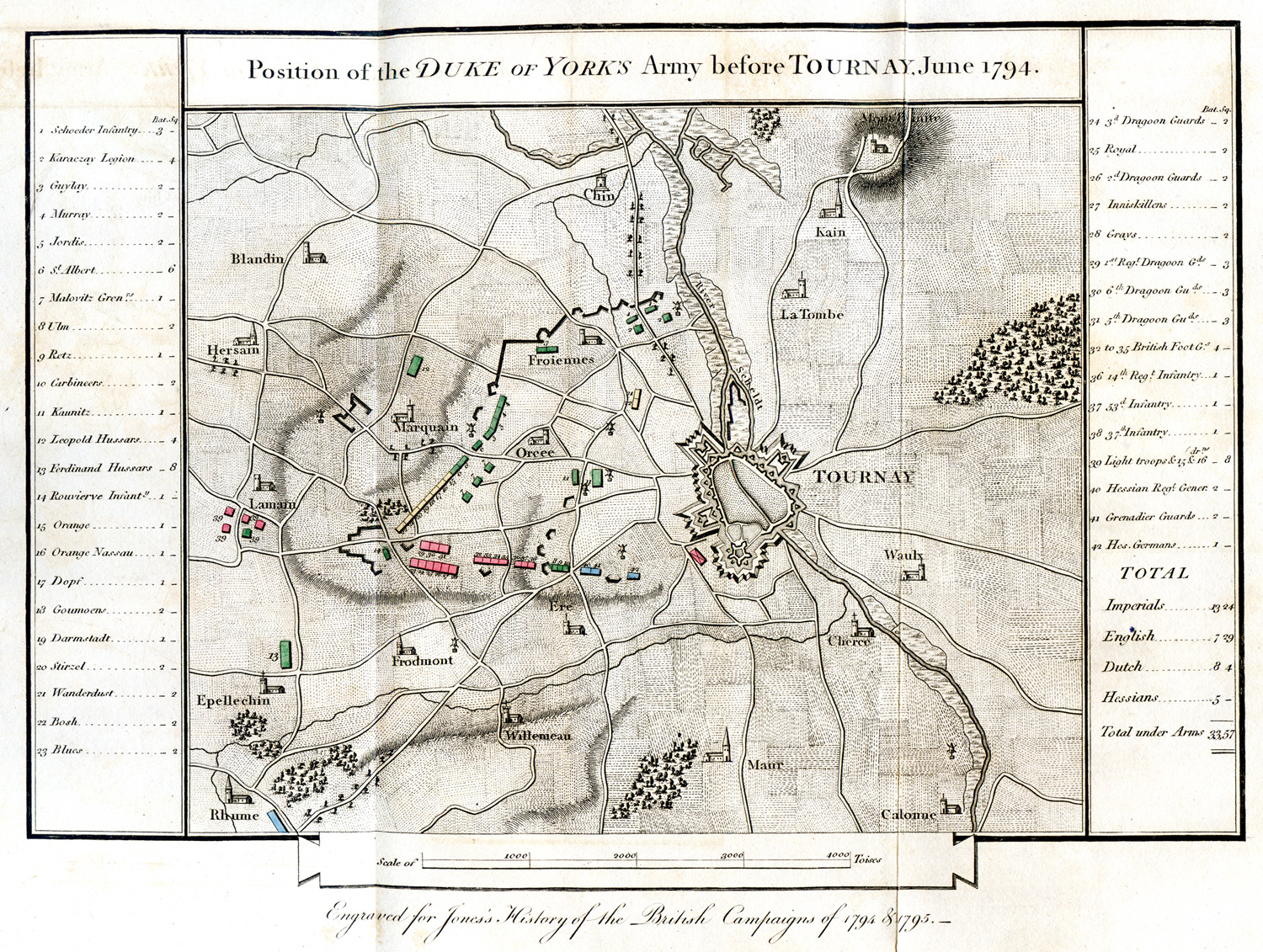
Tournai 1794

En el curso de la batalla, las fuerzas enemigas cambiaron la posesión del pueblo Pont-a-Chin cuatro veces, hasta que finalmente los franceses tuvieron que retirarse.